# José Agustín Arango

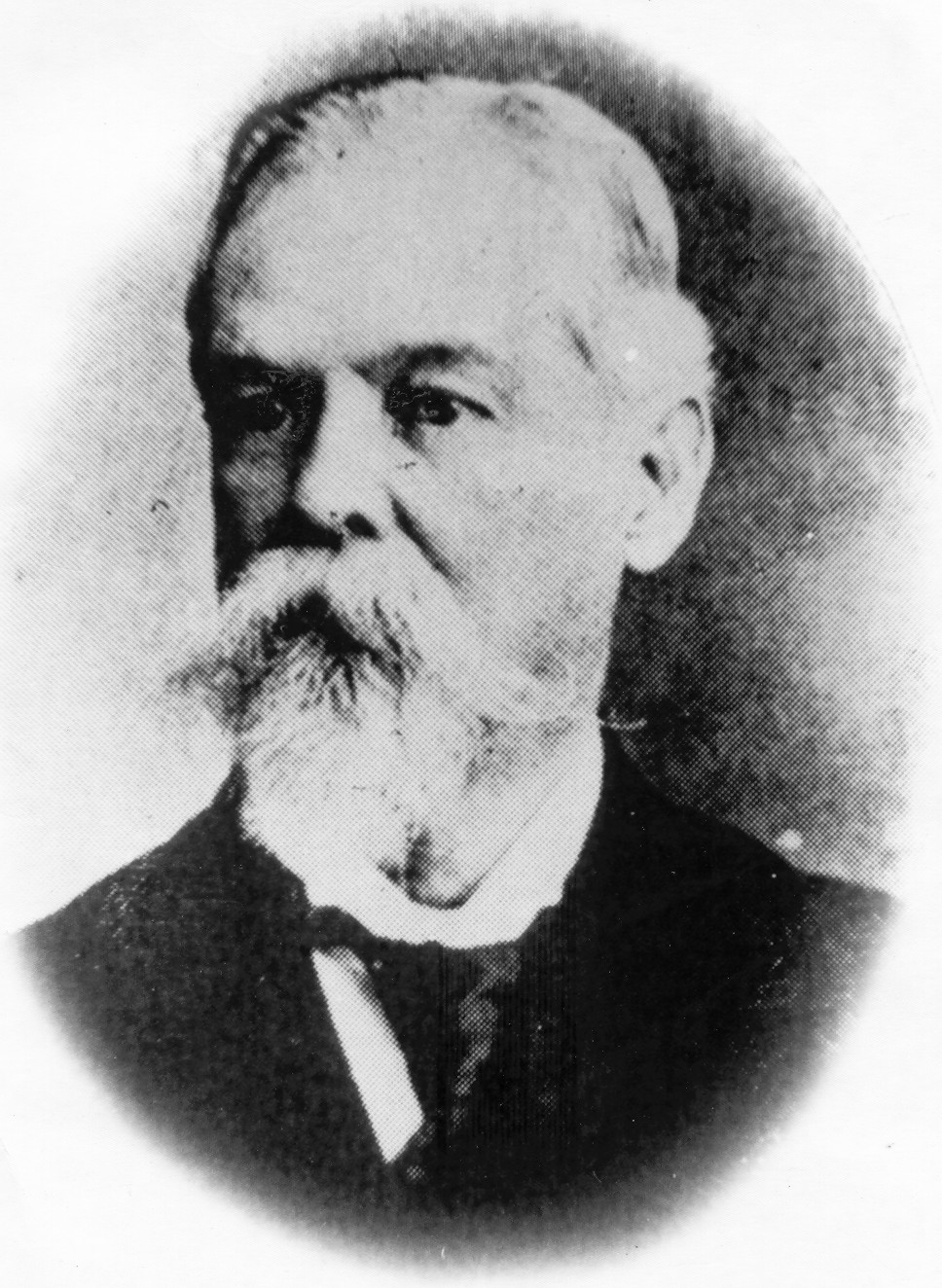
Retrato de José Agustin Arango.

José Agustín Arango (nascido na Cidade do Panamá, 24 de fevereiro de 1841 e falecido na mesma cidade, 10 de maio de 1909) foi um político panamenho, membro do movimento separatista do Panamá em novembro de 1903 e Presidente da Junta de Governo Provisório de 4 de novembro de 1903 até 20 de fevereiro de 1904.. É considerado como um importante, senão o mais importante personagem da independência do Panamá.
Em 1907, representou o Panamá em Washington aprovando o Protocolo Taft-Arango, que criou um adendo ao Tratado Hay-Bunau-Varilla, acrescentando uma cláusula que dá direito ao Panamá de fazer acordos bilaterais com a Colômbia para a definição da fronteira comum sem a intervenção estadunidense.
Foi eleito primeiro vice-presidente e ingressou na Junta de Governo Provisório da Cidade do Panamá, juntamente com Tomás Arias e Federico Boyd.